# Onegin (film)
Onegin è un film del 1999 diretto da Martha Fiennes, adattamento dal romanzo in versi Eugenio Onegin di Aleksandr Puškin. La pellicola vede protagonisti Ralph Fiennes, fratello della regista, e Liv Tyler. Al progetto hanno collaborato altri due membri della famiglia Fiennes: Magnus in qualità di autore delle musiche e Sophie come interprete di un ruolo minore.

## Trama
Nella Russia del primo '800, Eugenio Onegin, giovane facoltoso annoiato ed egoista, amato dal bel mondo di Pietroburgo, eredita una tenuta da uno zio e per qualche tempo deve trasferirsi in campagna. Colto ed elegante, Eugenio si sente lontano da quel mondo provinciale e riesce a fare amicizia solo con il poeta Lensky che gli presenta la famiglia Larin. Lensky è fidanzato con Olga, figlia maggiore dei Larin, e il loro rapporto sembra interessare Onegin. Tatiana, sorella minore di Olga, si innamora di Onegin e gli scrive una appassionata dichiarazione d'amore. Pur restandone turbato, Eugenio, incapace di amare, la respinge. Poi, forse per noia forse per gioco, decide di fare un dispetto a Lensky e, durante una festa a casa Larin, corteggia apertamente Olga. Lensky allora sfida l'amico a duello. Sia pure restio, Onegin infine si adegua, spara il colpo mortale e, subito dopo, stringe tra le braccia il corpo dell'amico morto. Quindi parte per un esilio volontario. Tornato sei anni dopo a Pietroburgo, trova Tatiana ora sposata con il cugino Nikitin e diventata signora del bel mondo. Una trasformazione che affascina Onegin il quale ora prova a riconquistarla. Ma Tatiana, pur amandolo ancora, resta fedele al marito.

## Colonna sonora
Le musiche del film sono state affidate al compositore Magnus Fiennes, fratello del protagonista Ralph.

### Tracce
La colonna sonora è stata pubblicata nel 1999 precedendo di poco l'uscita del film, e include le seguenti tracce:
1. Onegin's Theme
2. Maldova - The Journey
3. La Nouvelle Heloise
4. The Peddler
5. Unquiet Heart
6. Svidanye - The Summerhouse
7. Name Day Waltz
8. Duel
9. Sketches
10. Fantasy Waltz
11. St. Petersburg Polonaise
12. Strange Fellow
13. The Devil's Trill
14. Onegin's Letter
15. Tatyana Skating
16. Mir Ist So Wunderbar
17. Rejected
18. Onegin's Theme (Reprise)

## Produzione
Il film, pur essendo ambientato nella Russia ottocentesca, è stato per lo più girato nel Regno Unito, specialmente nello Hampshire e nel Surrey. Tuttavia una minore parte del film è stata comunque ripresa a San Pietroburgo.

## Distribuzione
Onegin è stato presentato in anteprima alla serata di apertura del Toronto International Film Festival, il 18 settembre 1999. Il film uscì nelle sale cinematografiche britanniche il 19 novembre 1999, seguì l'uscita in quelle statunitensi che avvenne la vigilia di Capodanno il 31 dicembre 1999. In Italia è uscito in contemporanea con l'uscita Inglese, il 19 novembre 1999

## Accoglienza
Il film ha riscosso un discreto successo a livello mondiale, sia nelle critiche che negli incassi. È stato acclamato soprattutto in Russia, dove Liv Tyler è anche stata premiata come miglior Attrice Straniera.

## Riconoscimenti
Martha Fiennes ha ricevuto il premio alla regia al Tokyo International Film Festival, e un London Critics Circle Film Award come miglior debutto. Onegin ha ricevuto una candidatura come miglior film britannico ai British Academy Film Awards, mentre Liv Tyler è stata giudicata la miglior attrice straniera dall'associazione nazionale di critici cinematografici russa.